# Karl Haushofer
Karl Ernst Haushofer (ur. 27 sierpnia 1869 w Monachium, zm. 10 marca 1946 w Pähl) – niemiecki generał, geograf i geopolityk. Brał udział w I wojnie światowej i doszedł do stopnia generała majora. Jednym z jego studentów był Rudolf Hess, za którego pośrednictwem idee Haushofera oddziałały na ekspansjonistyczną strategię Adolfa Hitlera, aczkolwiek sam Haushofer zaprzeczał, aby kiedykolwiek miał bezpośredni wpływ na rząd nazistowskich Niemiec. Nigdy nie był członkiem partii nazistowskiej, jednak uważany jest za człowieka, który w dużym stopniu przyczynił się do wybuchu II wojny światowej. Znacząco przyczynił się także do zawarcia przymierza paktu antykominternowskiego.

## Życiorys
Haushofer urodził się w Monachium, w rodzinie z tradycjami naukowymi i artystycznymi. Jeden z jego dziadków był malarzem i jednocześnie profesorem na Akademii Sztuk Pięknych w Pradze. Drugi dziadek był profesorem na Uniwersytecie w Monachium. Jego ojciec, Max Haushofer, był profesorem ekonomii, wykładał na Uniwersytecie Technicznym w Monachium, matką była Adele Haushofer (z domu Fraas).
Po ukończeniu Monachijskiego Gimnazjum (wyższa uczelnia) Haushofer rozważał karierę akademicką. Jednak służba w bawarskiej armii okazała się tak dlań interesująca, że zatrudnił się jako instruktor w akademii wojskowej i w sztabie generalnym. W 1887 roku wstąpił do 1 pułku artylerii polnej „Prinzregent Luitpold” i ukończył bawarską szkołę wojny (akademii artylerii) i Akademię wojny (bawarską Kriegsakademie). W 1896 roku ożenił się z Martą Mayer-Doss (1877–1946), która była pół-Żydówką. Mieli dwóch synów (Albrecht i Heinz). Haushofer kontynuował karierę jako zawodowy żołnierz, służył w niemieckiej armii, w 1903 roku rozpoczął pracę pedagogiczną w bawarskiej Kriegsakademie.
W listopadzie 1908 roku wojsko wysłało go do Tokio do japońskiej armii w charakterze doradcy i instruktora w sprawach artylerii. Jechał z żoną drogą morską poprzez Indie i Azję Południowo-Wschodnią i przybył w lutym 1909 roku. Haushofer został przyjęty przez japońskiego cesarza i poznał wielu ważnych ludzi w polityce i siłach zbrojnych. Jesienią 1909 wyjechał z żoną do Korei i Mandżurii przy okazji budowy kolei. W czerwcu 1910 roku rozpoczął powrót do Niemiec koleją transsyberyjską poprzez Rosję i w miesiąc później wróciłł do Niemiec.
Wkrótce potem zaczął cierpieć z powodu poważnych chorób i otrzymał urlop z wojska na trzy lata. W latach 1911–1913 Haushofer obronił pracę doktorską z zakresu filozofii na Uniwersytecie Ludwika i Maksymiliana w Monachium dotyczący Japonii zatytułowany: Dai Nihon, Betrachtungen über Groß-Japan Wehrkraft, Weltstellung und Zukunft. Podczas I wojny światowej doszedł do rangi generała i dowodził brygadą na froncie zachodnim. Był rozczarowany z powodu klęski Niemiec i nałożenia ciężkich reparacji, dlatego w 1919 roku odszedł na emeryturę w randze generała brygady. W tym czasie zawarł przyjaźń z Rudolfem Hessem, który stał się jego asystentem.

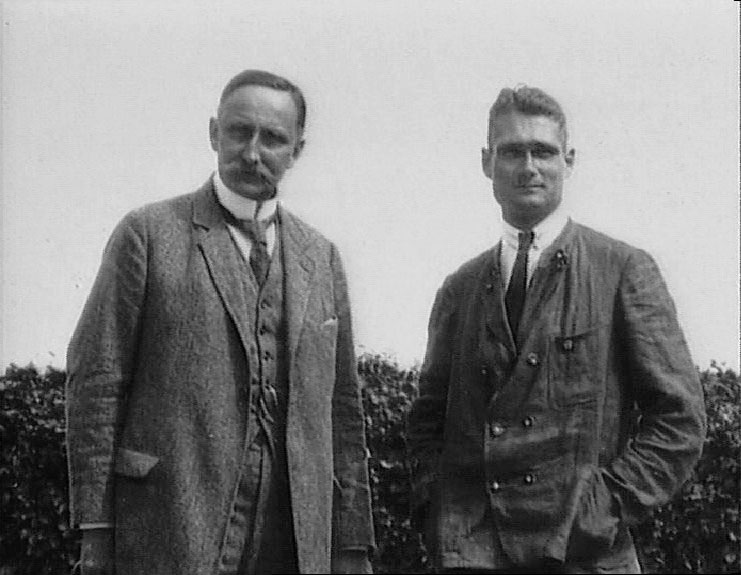
Generał Haushofer i Rudolf Hess (ok. 1920)

Haushofer wrócił do pracy akademickiej z zamiarem przywrócenia i regeneracji siły Niemiec. Haushofer w braku wiedzy geograficznej i świadomości geopolitycznej upatrywał główną przyczynę klęski Niemiec w I wojnie światowej. Jego zdaniem Niemcy nie miały właściwie dobranych geopolitycznych sojuszników, jak i wrogów. Dziedzina nauk politycznych i geograficznych w ten sposób stała się obszarem jego specjalnych zainteresowań. W 1919 roku Haushofer został docentem prywatnym na geografii politycznej na monachijskim uniwersytecie, a w 1933 roku profesorem.
Louis Pauwels przypuszczał, że był kiedyś uczniem Gurdżijewa. Przypuszczano także, że był tajnym członkiem Towarzystwa Thule . Po ustanowieniu reżimu nazistowskiego, Haushofer pozostał w przyjaznych stosunkach z Rudolfem Hessem, który chronił Haushofera i jego żonę przed nazistami, ze względu na ich uprzedzenia rasowe (zgodnie z ich nomenklaturą żona Haushofera była „pół-Żydówką”). W latach międzywojennych Haushofer odegrał istotną rolę w przyłączeniu Japonii do państw Osi, działając zgodnie z założeniami swojej własnej książki „Geopolityka Pacyfiku”.
Syn Haushofera, Albrecht (1903–1945), po bitwie pod Stalingradem nie wierzył w zwycięstwo Niemiec, za współudział w zamachu na Hitlera został stracony przez hitlerowców w więzieniu Moabit w Berlinie. Po wojnie Karl Haushofer był przesłuchiwany przez jezuitę Edmunda A. Walsha w celu ustalenia, czy powinien on stanąć przed sądem w Norymberdze za zbrodnie wojenne. Zdaniem Walsha nie ciążyły na nim żadne zbrodnie wojenne. W dniu 10 marca 1946 roku w Pähl Haushofer popełnił wraz z żoną samobójstwo, zażywając truciznę.

## Geopolityka
Haushofer rozwinął swoje geopolityczne poglądy w oparciu o tak różnych autorów jak: Oswald Spengler, Alexander von Humboldt, Karl Ritter, Friedrich Ratzel, Rudolf Kjellén i Halford John Mackinder. Humboldt i Ratzel byli raczej geografami. Jego poglądy geopolityczne wykorzystane zostały przez nazistów w ich polityce zagranicznej, głównie w strategii, jak i dla uzasadnienia lebensraumu. Często bywa uznawany za ojca nazistowskiej ideologii i intelektualnego ojca chrzestnego Hitlera . Niektóre z pomysłów Haushofera wynikają z wcześniejszych amerykańskich i brytyjskich założeń geostrategicznych, jednak niemiecki geopolityk wszystko warunkuje interesem narodowym, który sam w sobie stanowi panaceum na wszystkie problemy. Jako nowa ideologia, geopolityka znalazła dogodne warunki do rozwoju w Republice Weimarskiej, wykorzystując powszechną niepewność i brak poczucia bezpieczeństwa powojennego społeczeństwa.
Pozycja, jaką Haushofer miał na Uniwersytecie Monachijskim, była dogodną platformą dla rozpowszechniania jego idei geopolitycznych, co czynił za pośrednictwem artykułów oraz książek. Dla bardziej skutecznego propagowania idei geopolitycznych w 1922 roku zainicjował Instytut Geopolityki w Monachium. W 1924 roku, jako lider niemieckiej myśli geopolitycznej, Haushofer założył miesięcznik poświęcony wyłącznie geopolityce – Zeitschrift für Geopolitik. Jego idee dotarły do szerszej publiczności wraz z publikacją Volk ohne Raum autorstwa Hansa Grimma w 1926 roku, popularyzującą koncepcję Haushofera – Lebensraum. Haushofer oddziaływał na społeczeństwo dwutorowo, poprzez środowisko akademickie, zachęcając swoich studentów do myślenia kategoriami kontynentów, ponadto poprzez działalność polityczną. Podczas gdy przemówienia Hitlera przyciągały masy, prace Haushofera służyły pozyskiwaniu intelektualistów dla nowej ideologii.
Niemiecki geopolityk zbudował swoje poglądy m.in. na podstawie geopolitycznej teorii amerykańskiego oficera marynarki Alfreda Mahana oraz brytyjskiego geografa Halforda Mackindera, odwołując się przy każdej okazji do wcześniejszych niemieckich idei, głoszonych przez Friedricha Ratzela i jego szwedzkiego studenta Rudolfa Kjelléna. Głosili oni organiczną albo antropomorficzną koncepcję państwa i potrzebę jego samowystarczalności poprzez zorganizowane od góry w dół struktury społeczne. Koncepcja organicznego państwa po raz pierwszy została wyrażona w pismach Karla Rittera, następnie została rozwinięta przez Ratzela i zaadaptowana przez Hausfhofera. Uzasadniał on potrzebę stworzenia lebensraum nawet kosztem innych narodów, ponieważ podbój jest niezbędnym warunkiem dla biologicznego wzrostu.
Pisma Ratzela powstały w czasach drugiej rewolucji przemysłowej w Niemczech, która rozpoczęła się po wojnie francusko-pruskiej, kiedy poszukiwania rynków zbytu dla towarów wyprodukowanych w Niemczech doprowadziły do rywalizacji ze Zjednoczonym Królestwem. Jego pisma służyły usprawiedliwieniu imperialnej ekspansji i dlatego były mile widziane. Pod wpływem Mahana, Ratzel żądał rozwijania marynarki wojennej, zgadzając się, że siły morskie są łatwiejsze do utrzymania, a to dzięki zyskom osiąganym z handlu morskiego, inaczej ma się sprawa z utrzymaniem kosztownych sił lądowych. Haushofer wytknął Ratzelowi, który był przyjacielem Haushofera ojca i nauczycielem geografii ekonomicznej, słaby punkt jego teorii i zintegrował jego podział na potęgi morskie i lądowe, dowodząc że tylko kraj posiadający jedno i drugie może przezwyciężyć konflikt.
Geopolityka Haushofera wychodzi wprawdzie z założeń Ratzela i Kjelléna, ale znacznie poszerza ich pole widzenia. Geopolityczne spekulacje Ratzela i Kjellena sprowadzały się do państwa przedstawianego jako organizm w przestrzeni, podczas gdy lider szkoły monachijskiej wykorzystał ich idee do projektów imperialnych. Statyczne i zachowawcze doktryny poprzednich geopolityków zostały teraz wykorzystane do dynamicznej doktryny poszerzania lebensraumu i budowania światowego mocarstwa. Haushofer zdefiniował geopolitykę w 1935 roku jako „obowiązek ochrony prawa do ziemi, do ziemi, w najszerszym tego słowa znaczeniu, nie tylko o ziemię w granicach Rzeszy, lecz prawo do etnicznej i kulturalnej ziemi”. Kultura sama w sobie jest najbardziej wyrazistym elementem dynamicznej ekspansji. Kultura wskazuje które regiony są najlepsze dla bezpiecznej ekspansji i na trwałe zabezpiecza ekspansję, podczas gdy militarna lub ekonomiczna kontrola nie dają takich gwarancji. Haushofer, pod wpływem Spenglera, nawet w urbanizacji upatrywał jeden z symptomów upadku, widocznego w spadku umiejętności uprawy ziemi, spadku współczynnika urodzeń oraz centralizacji państwa.
Według Haushofera, istnienie państwa uzależnione jest od przestrzeni życiowej (lebensraum), zapewnienie którego należy do obowiązków wszystkich polityków. Niemcy mają wielką gęstość zaludnienia, podczas gdy stare potęgi kolonialne mają znacznie niższą gęstość zaludnienia, koniecznością dla Niemiec jest ekspansja na bogate w zasoby tereny. Przestrzeń rozumiana jest jako militarna ochrona przed napaścią ze strony wrogich sąsiadów posiadających broń dalekiego rażenia. Strefa buforowa składająca się z terytoriów małych państw dla zapewnienia bezpieczeństwa Niemcom. Haushofer w istnieniu małych państw widział jedynie dowód na regres i nieporządek międzynarodowego systemu. One tylko destabilizują geopolityczny porządek świata i dlatego nie mają racji bytu. Małe kraje otaczające Niemcy należy wciągnąć do niemieckiego porządku. Są one zbyt małe, aby zapewnić sobie praktyczną autonomię, nawet jeżeli zdołały zbudować dla siebie rozległe posiadłości kolonialne. Dla ich własnego dobra powinny się znaleźć pod protekcją i organizacją wewnątrz Niemiec. Haushofer miał na myśli Belgię, Holandię, Portugalię, Danię, Szwajcarię, Grecję i ograniczone przymierze z Austro-Węgrami.
Haushofera wersja autarkii bazowała na quasi-maltuzjańskiej idei, że świat jest przeludniony, a ziemia nie jest już zdolna do dostarczania żywności dla wszystkich. Nie może wzrastać produktywność.
Haushofer i monachijska szkoła geopolityczna rozszerzyli swoją koncepcję lebensraum i autarkii z byłych granic niemieckich z roku 1914 i „miejsca pod słońcem” do Nowego Europejskiego Porządku, później do Nowego Afro-Europejskiego Porządku, ewentualnie do Eurazjatyckiego Porządku. Ta koncepcja stała się znana jako pan-region, pochodząca od amerykańskiej doktryny Monroego i idei narodowej i kontynentalnej samowystarczalności. W istocie rzeczy była to nowa wersja kolonializmu, której utworzenie geopolitycy nie tłumaczyli potrzebami ekonomicznymi, lecz budowaniem prestiżu i naporem na stare kolonialne potęgi. Podstawową siłą motywującą miała być nie ekonomia, lecz kultura i duchowość.
Pan-regiony poza ekonomicznym znaczeniem, miały przede wszystkim znaczenie strategiczne. Haushofera wiara w strategiczne znaczenie Heartland (Ziemia-Serce) bazowała na poglądach brytyjskiego geopolityka Halforda Mackindera. Jeżeli Niemcy miałyby sprawować kontrolę nad Wschodnią Europą, a następnie nad rosyjskim terytorium, musiałyby przedtem zdobyć kontrolę nad strategicznymi regionami, do których wrogie im potęgi morskie nie będą miały dostępu. Przymierze z Włochami i Japonią miało stać się zasadą dla przyszłej niemieckiej strategicznej kontroli nad Eurazją, z państwami posiadającymi siły morskie dla ochrony izolowanej pozycji Niemiec.
Haushofer modyfikował swoje poglądy i dostosowywał je do zmieniającej się sytuacji międzynarodowej. W 1913 roku był zwolennikiem sojuszu Austro-Węgier, Niemiec, Japonii i Rosji. Sądził, że tylko transkontynentalny blok jest w stanie przeciwstawić się brytyjsko-amerykańskiej dominacji. W 1924 roku głosił potrzebę utworzenia bloku z Chinami, Japonią, Rosją i hipotetycznie wyzwolonymi Indiami przeciwko USA, imperium brytyjskiemu i Francji. Pakt antykominternowski z 1936 roku traktował jako pierwszy krok w stronę transkontynentalnego bloku. W kwietniu 1941 roku, po podpisaniu pokoju między ZSRR a Japonią, mogło się wydawać, że jego projekt może zostać zrealizowany, jednak po napaści Niemiec na ZSRR marzenia o zbudowaniu bloku transkontynentalnego okazały się niemożliwe do zrealizowania.

## Kontakty z nazistowskim przywództwem
Cele jakie stawiali sobie geopolitycy były niemal identyczne z celami nazistów. Rozbieżności ujawniły się podczas realizacji tych celów przez nazistów. Rudolf Hess, sekretarz Hitlera, który asystował mu podczas pisania Mein Kampf, był studentem Haushofera. Podczas gdy Hess i Hitler byli uwięzieni po Puczu Monachijskim w 1923 roku, Haushofer poświęcił zaledwie sześć godzin na odwiedziniy ich obu, przynosząc kopię „Politycznej Geografii” autorstwa Friedricha Ratzela i Carla von Clausewitza Vom Kriege. Po przegraniu II wojny światowej, Haushofer przyczynę klęski upatrywał w braku rozumienia dla geopolityki i niewłaściwym jej wykorzystaniu. Zaprzeczał jakoby uczył Hitlera i zarzucał, że NSDAP w sposób przewrotny i niewłaściwy wykorzystywała Hessa przygotowanie geopolityczne. Zarzucał Hitlerowi braki w wykształceniu oraz to, że nigdy nie rozumiał właściwie geopolitycznych założeń przedstawionych mu przez Hessa. Ministra spraw zagranicznych Joachima Ribbentropa uznał za głównego sprawcę geopolitycznego nieładu w umyśle Hitlera. Pomimo iż Haushofer towarzyszył Hessowi w licznych misjach propagandowych i uczestniczył w konsultacjach pomiędzy niemieckimi i japońskimi przywódcami, twierdził, że Hitler oraz naziści rozumieli zaledwie połowę jego idei i sloganów. Ponadto nazistowskiej partii oraz rządowi brakowało jakiegokolwiek oficjalnego organu, który zajmowałby się geopolityką, co doprowadziło do selektywnego przyjmowania i ubogich interpretacji teorii Haushofera. Ostatecznie, tylko Hess oraz Konstantin von Neurath, byli jedynymi nazistami, którzy usiłowali zdobyć właściwe rozumienie geopolityki. Jezuita Edmund A. Walsh, profesor geopolityki i dziekan Georgetown University, który przeprowadził wywiad z Haushoferem po zwycięstwie aliantów i podczas przygotowań do Procesu norymberskiego, nie zgadzał się z oceną Haushofera, że geopolityka została bardzo zniekształcona przez Hitlera i nazistów. Cytował wypowiedzi Hitlera o tym, że małe państwa nie mają racji bytu, naziści używali map Haushofera, jego języka oraz argumentacji. Nawet jeżeli coś zniekształcili, to według Walsha w dalszym ciągu mieściło się w geopolitycznym systemie Haushofera.
Haushofer zaprzeczał, aby pomagał Hitlerowi podczas pisania Mein Kampf, twierdząc, że dowiedział się o tej książce dopiero wtedy, gdy ukazała się drukiem, ale nigdy jej nie czytał. Walsh zauważył, że jeśli nawet Haushofer asystował Hitlerowi pośrednio, w Mein Kampf niezaprzeczalnie pojawiają się nowe myśli, nieobecne we wcześniejszych przemówieniach Hitlera, a charakterystyczne dla Haushofera. Geopolityczna idea lebensraum, przestrzeń dla głębokiej obrony, odwołania do naturalnych granic, równowaga pomiędzy potęgami lądowymi a morskimi, oraz geograficzne analizy militarnej strategii zostały przyswojone przez Hitlera pomiędzy jego uwięzieniem a publikacją Mein Kampf. Przede wszystkim Rozdział XIV, mówiący o niemieckiej polityce w Europie Wschodniej, wykazuje wyraźną zależność od materiałów, które Haushofer przyniósł Hitlerowi i Hessowi podczas ich uwięzienia.
Haushofer nigdy nie był członkiem partii nazistowskiej, a wyrażenie głosu niezgody z partią doprowadziło go do krótkiego uwięzienia. Haushofer ściągał na siebie podejrzenia, ponieważ utrzymywał kontakty z lewym skrzydłem nazistowskiej partii (którego liderem był Gregor Strasser), był ponadto zwolennikiem niemiecko-rosyjskiego przymierza. Nazistowskie lewe skrzydło utrzymywało kontakty z Komunistyczną Partią Niemiec i niektórymi spośród ich liderów, zwłaszcza tymi, którzy znajdowali się pod wpływem ideologii narodowego bolszewizmu głoszącego niemiecko-rosyjski rewolucyjny alians, którego zwolennikami byli Ernst Niekisch, Julius Evola, Ernst Jünger, Hielscher i kilka innych osób związanych z tzw. „konserwatywną rewolucją”. Okazywał lojalność Führerowi i okazjonalnie dawał wyraz antysemityzmowi. Jakkolwiek jego nacisk był zawsze położony ponad rasową klasyfikację ludzi. Wierząc w społeczny darwinizm, a nie rasowy determinizm, zaprzeczał, by miał jakikolwiek współudział z antysemityzmem w polityce nazistowskich Niemiec, zwłaszcza że jego własna żona była pół-żydówką. Haushofer przyznał, że wiele z tego, co napisał po 1933 roku, zostało zniekształcone i wymuszone: jego żona znajdowała się pod ochroną Hessa (który postarał się o przyznanie jej ‘honorowego niemieckiego’ statusu); jego syn został uwikłany w zamach na Hitlera zorganizowany 20 lipca 1944 roku i został stracony 23 kwietnia 1945 przez Gestapo; on sam został osadzony w obozie koncentracyjnym w Dachau na okres ośmiu miesięcy; a jego syn oraz wnuk zostali uwięzieni na okres dwóch i pół miesięcy.

## Dzieła Haushofera
- English Translation and Analysis of Major General Karl Ernst Haushofer’s Geopolitics of the Pacific Ocean: Studies on the Relationship between Geography and History ISBN 0-7734-7122-7.
- Das Japanische Reich in seiner geographischen Entwicklung (L.W. Seidel & Sohn, 1921 Wien)
- Geopolitik des Pazifischen Ozeans. (1925)
- Bausteine zur Geopolitik. (1928)
- Weltpolitik von heute. (Zeitgeschichte-Verlag Wilhelm Undermann, 1934)
- Napoleon I., Lübeck: Coleman, 1935
- Kitchener, Lübeck: Coleman, 1935
- Foch, Lübeck: Coleman, 1935
- Deutsche Kulturpolitik im indopazifischen Raum, Hamburg: Hoffmann u. Campe, 1939
- Grenzen in ihrer geographischen und politischen Bedeutung, Heidelberg ; Berlin ; Magdeburg: Vowinckel, 1939
- Wehr-Geopolitik: Geogr. Grundlagen e. Wehrkunde, Berlin: Junker u. Dünnhaupt, 1941
- Japan baut sein Reich, Berlin: Zeitgeschichte-Verlag Wilhelm Undermann, 1941
- Das Werden des deutschen Volkes: Von d. Vielfalt d. Stämme zur Einheit d. Nation, Berlin: Propyläen-Verl., 1941
- Der Kontinentalblock: Mitteleuropa, Eurasien, Japan, Berlin: Eher, 1941
- Das Reich: Großdeutsches Werder im Abendland, Berlin: Habel, 1943
- Geopolitische Grundlagen, Verleger Berlin ; Wien: Industrieverl. Spaeth & Linde, 1939.
- Weltmeere und Weltmächte, Berlin: Zeitgeschichte Verlag, 1937